# São Salvador da Bahia-i főegyházmegye
A São Salvador da Bahia-i főegyházmegye portugálul: Arquidiocese de São Salvador da Bahia latinul: Archidioecesis Sancti Salvatoris in Brasilia) a római katolikus egyház egyik brazíliai főegyházmegyéje. Érseki székvárosa Salvador da Bahia, ahol a főegyházmegye főszékesegyháza, a Salvadori székesegyház található. Érseke, ex officio Brazília prímása Murilo Sebastião Ramos Krieger, kinek három segédpüspöke van: Marco Eugênio Galrão Leite de Almeida, Hélio Pereira dos Santos és Estevam dos Santos Silva Filho. Nyugalmazott, előző prímás érseke Geraldo Majella Agnelo. A főegyházmegyének nyolc szuffragán egyházmegyéje van: az Alagoinhasi, az Amargosai, a Camaçari, a Cruz das Almas-i, az Eunápolisi, az Ilhéusi, az Itabunai, és a Teixeira de Freitas-Caravelasi egyházmegye.

## Története
Ez Brazília legelső egyházmegyéje, melyből később számos újabb egyházmegye vált le. 1551. február 21-én alapította III. Gyula pápa a portugál Funchali főegyházmegye területéből (Brazília akkor még Portugália gyarmata volt). 1676. november 16-án emelték főegyházmegyei rangra. Elsősége okán az érseke Brazília prímása címet is viseli.

## Fordítás
- Ez a szócikk részben vagy egészben  az   Erzbistum São Salvador da Bahia című német Wikipédia-szócikk fordításán alapul.  Az eredeti cikk szerkesztőit annak laptörténete sorolja fel. Ez a jelzés csupán a megfogalmazás eredetét és a szerzői jogokat jelzi, nem szolgál a cikkben szereplő információk forrásmegjelöléseként.
- Ez a szócikk részben vagy egészben  a   Roman Catholic Archdiocese of São Salvador da Bahia című angol Wikipédia-szócikk fordításán alapul.  Az eredeti cikk szerkesztőit annak laptörténete sorolja fel. Ez a jelzés csupán a megfogalmazás eredetét és a szerzői jogokat jelzi, nem szolgál a cikkben szereplő információk forrásmegjelöléseként.

## Szomszédos egyházmegyék
- Amargosai egyházmegye (nyugat)
- Cruz das Almas-i egyházmegye (északnyugat)
- Camaçari egyházmegye (északkelet)